# Ngerechur
Ngerechur (auch: Aruguru-tō, Garakakurao To, Ngaregur, Orocur, Urocur) ist eine kleine vorgelagerte Insel vor Ngarchelong, welches im Norden des pazifischen Inselstaats Palau liegt, ca. 20 km nördlich der Hauptstadt Melekeok. 

## Geographie
Die Insel bildet zusammen mit dem benachbarten Ngerkeklau die Nordspitze von Babeldaob. Nach Norden ist sie durch die Kawasak North-South Passage vom Ngkesol-Riff (Yengel Reef) getrennt.
Verwaltungstechnisch gehört die Insel zum palauischen Staat Ngarchelong. Sie gehört zum Schutzgebiet Ngerkelau and Ngerechur Islands Conservation Area.